# Depressão resistente a tratamento
A depressão resistente a tratamento (DRT) ou depressão refratária é uma condição que afeta pessoas com transtorno depressivo maior (TDM) que não respondem adequadamente a um curso de medicação antidepressiva apropriada dentro de um determinado período de tempo. As definições típicas de DRT variam e não incluem uma resistência às terapias psicológicas. A resposta inadequada tem sido tradicionalmente definida como nenhuma resposta clínica (por exemplo, nenhuma melhora nos sintomas depressivos). No entanto, muitos médicos consideram uma resposta inadequada se a pessoa não atinge a remissão completa dos sintomas.
Pessoas com depressão resistente a tratamento que não respondem adequadamente ao tratamento antidepressivo às vezes são chamadas de pseudo-resistentes. Alguns fatores que contribuem para o tratamento inadequado são: descontinuação precoce do tratamento, dosagem insuficiente da medicação, abandono do paciente, diagnóstico incorreto e distúrbios psiquiátricos concomitantes. Os casos de depressão resistente a tratamento também podem ser referidos pelos medicamentos aos quais as pessoas com DRT são resistentes (por exemplo: resistente a ISRSs). Na DRT, a adição de outros tratamentos, como psicoterapia, lítio ou aripiprazol, tem pouco suporte em 2019.

## Fatores de risco

### Transtornos psiquiátricos comórbidos
Transtornos psiquiátricos comórbidos geralmente não são detectados no tratamento da depressão. Se não forem tratados, os sintomas desses distúrbios podem interferir na avaliação e no tratamento. Os transtornos de ansiedade são um dos tipos de transtorno mais comuns associados à depressão resistente a tratamento. Os dois distúrbios commumente coexistem e apresentam alguns sintomas semelhantes. Alguns estudos mostraram que os pacientes com DRT e transtorno do pânico têm maior probabilidade de não responder ao tratamento. O abuso de substâncias também pode ser um preditor de depressão resistente a tratamento. Pode fazer com que pacientes deprimidos deixem de cumprir o tratamento, e os efeitos de certas substâncias podem piorar os efeitos da depressão. Outros transtornos psiquiátricos que podem predizer depressão resistente a tratamento incluem transtorno de déficit de atenção e hiperatividade, transtornos de personalidade, transtorno obsessivo-compulsivo e transtornos alimentares.

### Comorbidades médicas
Algumas pessoas que são diagnosticadas com depressão resistente a tratamento podem ter uma condição de saúde subjacente não diagnosticada que está a causar ou a contribuir para os sintomas. Distúrbios endócrinos como hipotireoidismo, doença de Cushing e doença de Addison estão entre os mais commumente identificados como contribuintes para a depressão. Outros incluem diabetes, doença arterial coronariana, cancro, HIV e doença de Parkinson. Os medicamentos usados para tratar distúrbios médicos comórbidos podem diminuir a eficácia dos antidepressivos ou causar sintomas depressivos.

### Características da depressão
Pessoas com depressão que também apresentam sintomas psicóticos, como delírios ou alucinações, têm maior probabilidade de resistir ao tratamento. Outra característica depressiva que tem sido associada a uma resposta insatisfatória ao tratamento é a maior duração dos episódios depressivos. Por fim, as pessoas com depressão mais grave e suicidas têm maior probabilidade de não responder ao tratamento com antidepressivos.

## Tratamento
Existem três categorias básicas de tratamento medicamentoso que podem ser usadas quando um curso de medicação é considerado ineficaz. Uma opção é mudar o paciente para um medicamento diferente. Outra opção é adicionar um medicamento ao tratamento atual do paciente. Isso pode incluir terapia combinada: a combinação de dois tipos diferentes de antidepressivos ou terapia de reposição: a adição de um medicamento não antidepressivo que pode aumentar a eficácia do antidepressivo.

### Medicação

#### Antidepressivos

##### Aumento da dosagem
O aumento da dosagem de um antidepressivo é uma estratégia comum para tratar a depressão que não responde após a duração adequada do tratamento. Os médicos que usam essa estratégia geralmente aumentam a dose até que a pessoa relate efeitos colaterais intoleráveis, os sintomas sejam eliminados ou a dose seja aumentada até o limite do que é considerado seguro.

##### Troca de antidepressivos
Estudos mostraram uma grande variabilidade na eficácia da troca de antidepressivos, com algo entre 25–70% das pessoas respondendo bem a um antidepressivo diferente. Existem evidências a provar a eficácia de mudar os pacientes para um ISRS diferente; 50% das pessoas que não responderam bem após tomar um ISRS, responderam após tomar um segundo tipo. Mudar as pessoas com DRT para uma classe diferente de antidepressivos também pode ser eficaz. Pessoas que não respondem após tomar um ISRS podem responder à moclobemida ou ao antidepressivo tricíclico, bupropiona ou a um IMAO.
No entanto, quanto mais antidepressivos um indivíduo já experimentou, menor a probabilidade de beneficiar de um novo teste de antidepressivo. 
Alguns antidepressivos off label são a cetamina em baixas doses e catecolaminas altamente serotonérgicas (incluindo o uso muito controlado de MDMA no tratamento de TEPT e depressão/ansiedade incapacitantes). Para síndromes letárgicas, distimia ou amotivação resistente à cafeína, um estimulante dopaminérgico como o metilifenidato, ou mesmo 2,5 mg de dextroanfetamina podem ser úteis. 
Estimulantes de libertação de principalmente dopaminérgicos ou de norepinefrina, em baixas doses, foram usados especialmente no passado, ou conjuntamente com uma abordagem de terapia multidisciplinar, embora agentes mais direcionados e "leves", incluindo modafinil e atomoxetina, sejam considerados de primeira linha para transtornos de letargia e desatenção na infância e na idade adulta, devido ao seu potencial de abuso virtualmente inexistente (limitado-se a um ou dois casos por 10.000) e maior seletividade, segurança e, portanto, índice terapêutico ligeiramente mais amplo. Quando a depressão está relacionada ou comórbida a um transtorno da desatenção, geralmente, TDAH, ambos podem ser tratados, cuidadosamente, com a mesma medicação estimulante de primeira linha, geralmente metilfenidato e lisdexanfetamina.

#### Outros medicamentos
Os medicamentos que se mostraram eficazes em pessoas com depressão resistente a tratamento incluem o lítio, triiodotironina, benzodiazepínicos, antipsicóticos atípicos e estimulantes. Adicionar lítio pode ser eficaz para pessoas que tomam alguns tipos de antidepressivos; não parece ser eficaz em pacientes que tomam ISRSs. A triiodotiroxina (T3) é um tipo de hormona da tireóide e tem sido associada à melhora do humor e dos sintomas típicos da depressão. Desde a entrada da olanzapina na psicofarmacologia, muitos psiquiatras têm adicionado olanzapina em baixas doses aos antidepressivos e outros antipsicóticos atípicos, como o aripiprazol e a quetiapina. Eli Lilly, a empresa que vende olanzapina e fluoxetina individualmente, também lançou uma fórmula combinada que contém olanzapina e fluoxetina numa única cápsula. Algumas evidências de qualidade baixa a moderada apontam para o sucesso em curto prazo (8–12 semanas) para o uso de mianserina (ou antipsicóticos cariprazina, olanzapina, quetiapina ou ziprasidona) para aumentar o efeito de medicamentos antidepressivos.
Eles mostraram-se promissores no tratamento da depressão refratária, mas apresentam efeitos colaterais graves. Estimulantes como anfetaminas e metilfenidato também foram testados com resultados positivos, mas têm potencial para serem abusados. No entanto, os estimulantes demonstraram ser eficazes para os pacientes deprimidos inflexíveis, sem traços de personalidade que causam dependência ou problemas cardíacos.
A cetamina foi testada como um antidepressivo de ação rápida para a depressão resistente a tratamento no transtorno bipolar e transtorno depressivo maior.

##### Pesquisa
Um ensaio clínico randomizado controlado com placebo de 2016 avaliou os efeitos antidepressivos rápidos da ayahuasca psicadélica na depressão resistente a tratamento com resultados positivos.

### Tratamentos psiquiátricos físicos

#### Terapia eletroconvulsiva
A eletroconvulsoterapia geralmente só é considerada como uma opção de tratamento em casos graves de depressão resistente a tratamento. É usada quando a medicação não melhora repetidamente os sintomas e, geralmente, quando os sintomas do paciente são tão graves que este teve de ser hospitalizado. A eletroconvulsoterapia demonstrou reduzir os pensamentos suicidas e aliviar os sintomas depressivos. Está associada a um aumento no fator neurotrófico derivado da linha de células gliais.

#### EMTr
A EMTr (estimulação magnética transcraniana repetitiva) está gradualmente tornando-se reconhecida como uma opção terapêutica valiosa na depressão resistente a tratamento. Vários estudos randomizados controlados por placebo compararam EMTr real e simulada. Esses estudos têm demonstrado consistentemente a eficácia desse tratamento contra a depressão maior. Também houve uma série de meta-análises de ERCs confirmando a eficácia da EMTr na depressão maior resistente a tratamento, bem como estudos naturalísticos que mostram a sua eficácia em ambientes clínicos do "mundo real".

#### EMTp
A EMTp (estimulação magnética transcraniana profunda) é uma continuação da mesma ideia que a EMTr, mas com a esperança de que a estimulação mais profunda das áreas subcorticais do cérebro leve a um efeito aumentado. Uma revisão sistemática e avaliação de tecnologia na saúde de 2015 não encontrou evidências para recomendar este método ao invés da ECT ou da EMTr, porque poucos estudos foram publicados.

### Psicoterapia
Existem poucas evidências sobre a eficácia da psicoterapia em casos de depressão resistente a tratamento. No entanto, uma revisão literária sugere que esta possa ser uma opção de tratamento eficaz, embora as evidências sejam esparsas e os resultados inconclusivos, de modo que mais estudos são necessários para avaliar precisamente a utilidade da psicoterapia no tratamento de DRT. A psicoterapia pode ser eficaz em pessoas com DRT porque pode ajudar a aliviar o stress que pode contribuir para os sintomas depressivos.
Uma revisão sistemática da Cochrane mostrou que as terapias psicológicas (incluindo a terapia cognitivo-comportamental, a terapia dialetal comportamental, a terapia interpessoal e a psicoterapia dinâmica intensiva de curto prazo) adicionadas ao cuidado usual (com antidepressivos) podem ser benéficas para sintomas depressivos e para taxas de resposta e remissão ao longo o curto prazo (até seis meses) para pacientes com DRT. Os efeitos de médio (7-12 meses) e longo prazo (mais de 12 meses) parecem igualmente benéficos. As terapias psicológicas adicionadas ao cuidado usual (antidepressivos) parecem tão aceitáveis quanto o cuidado usual sozinho.

## Resultados
A depressão resistente a tratamento está associada a mais casos de recaída do que a depressão responsiva ao tratamento. Um estudo mostrou que até 80% das pessoas com DRT que precisavam de mais de um curso de tratamento tiveram recaída num ano. A depressão resistente ao tratamento também foi associada a uma menor qualidade de vida a longo prazo.
Outro estudo viu apenas 8 dos 124 pacientes em remissão após dois anos de tratamento regular com terapia e medicamentos.

## Epidemiologia
A resistência ao tratamento é relativamente comum em pessoas com DRT. As taxas de remissão total após o tratamento com antidepressivos são de apenas 50,4%. Em casos de depressão tratados por um médico de atenção primária, 32% das pessoas responderam parcialmente ao tratamento e 45% não responderam de forma alguma.